# Amasea (stolica tytularna)
Amasea (łac. Archidiœcesis Amasenus) – stolica historycznej archidiecezji w Cesarstwie Rzymskim (prowincja Elenoponto), współcześnie w Turcji. Od XVII wieku katolickie arcybiskupstwo tytularne (nieobsadzone od 1995).
Arcybiskupem tej diecezji w IV wieku był św. Bazyli Amazejski.

## Arcybiskupi tytularni
| Lp. | Biskup                         | Od                   | Do                   |
| --- | ------------------------------ | -------------------- | -------------------- |
| 1   | Giovanni Battista Agucchia     | 23 października 1623 | 1 stycznia 1632      |
| 2   | Faustus Poli                   | 14 marca 1633        | 23 maja 1644         |
| 3   | Egidio Colonna OSB             | 19 grudnia 1643      | 19 stycznia 1671     |
| 4   | Francesco de’ Marini           | 19 stycznia 1671     | 27 kwietnia 1676     |
| 5   | Ferdinando d’Adda              | 3 marca 1687         | 10 kwietnia 1690     |
| 6   | Agostino Cusani                | 2 kwietnia 1696      | 14 października 1711 |
| 7   | Fabritius Aurelius de Agostini | 5 października 1712  | 6 grudnia 1712       |
| 8   | Giovanni Crisostomo Battelli   | 5 października 1716  | 30 lipca 1725        |
| 9   | Giovanni Battista Gamberucci   | 5 września 1725      | 25 listopada 1738    |
| 10  | Jean-Paul-Gaston de Pins       | 3 maja 1824          | 30 listopada 1850    |
| 11  | József Lonovics                | 29 marca 1861        | 27 listopada 1866    |
| 12  | Jean-Baptiste Pompallier SM    | 19 kwietnia 1869     | 21 grudnia 1871      |
| 13  | Silvestre Guevara y Lira       | 9 stycznia 1877      | 20 lutego 1882       |
| 14  | José Macchi                    | 9 kwietnia 1889      | 19 sierpnia 1897     |
| 15  | Paul Rubian                    | 24 lutego 1900       | 16 kwietnia 1911     |
| 16  | Bertram Orth                   | 8 maja 1908          | 10 lutego 1931       |
| 17  | František Kordač               | 21 lipca 1931        | 25 kwietnia 1934     |
| 18  | Gustavo Testa                  | 4 czerwca 1934       | 14 grudnia 1959      |
| 19  | Gaetano Malchiodi              | 26 stycznia 1960     | 22 stycznia 1965     |
| 20  | James Patrick Carroll          | 15 października 1965 | 14 stycznia 1995     |